# Deutsch-Portugiesische Industrie- und Handelskammer
Die Deutsch-Portugiesische Industrie- und Handelskammer (DPIHK, portugiesisch Câmara de Comércio e Indústria Luso-Alemã), gegründet 1954, ist eines der 117 Auslandshandelskammern, Delegiertenbüros und Repräsentanzen der Bundesrepublik Deutschland in 80 Ländern. Sitz ist Lissabon.

## Wesentliche Aufgaben
Mit mehr als 1000 Mitgliedern ist die Kammer erste Anlaufstelle und Dienstleistungszentrum für diese bilaterale Wirtschaftsbeziehungen. Sie bietet Unternehmen Hilfestellung für den Eintritt in den portugiesischen Markt und umgekehrt. Weitere Aufgaben sind Kultur- und Sprachenaustausch und nicht zuletzt die Aus- und Weiterbildung nach deutschem Vorbild einzuführen und auszubauen.

## Berufliche Qualifizierung Centro DUAL
Seit mehr als 20 Jahren organisiert die Kammer für in Portugal ansässige Unternehmen den Gesamtkomplex der beruflichen Bildung. Ziel bei der Errichtung des Berufsbildungszentrums war, eine praxisnahe Ausbildung nach deutschem Vorbild anzubieten. Im Jahr 2007 hat die DPIHK die Marke "DUAL" registriert und seitdem diese Bezeichnung für den Ausbildungsbereich übernommen. Hierfür hat die DPIHK auch drei eigene Berufsbildungszentren in Porto, Lissabon und Portimão, in denen sich zurzeit ca. 700 junge Leute in der Ausbildung befinden. Zudem werden zahlreiche Weiterbildungsmaßnahmen mit ca. 1000 Teilnehmern pro Jahr organisiert.